# Chợ nổi Tonlé Sap
Chợ nổi Tonle Sap - nhưng cụm từ đúng nhất dành hình thức này là làng nổi. Đây không được xem là chợ nổi vì thực chất hình thức này trao đổi, mua bán và sinh sống đều diễn ra trên bờ, việc di chuyển từ khu vực này sang khu vực khác đều dựa vào mực nước. Đây được xem là làng nổi tập trung người Việt sinh sống đông nhất.

## Vị trí
Từ trung tâm cố đô Xiêm Riệp đi thuyền máy về hướng Nam ra tới khu Chong Khneas hay còn được gọi là Khu Làng Nổi Người Việt phía Tây Bắc Biển Hồ, với sinh cảnh thật phong phú của cư dân sống trên sông nước. 

## Miêu tả
Nguồn tài nguyên giàu có của Biển Hồ đã thu hút đủ sắc dân từ các nơi đổ tới và hình thành những khu làng nổi trong vùng rừng lũ và trên Biển Hồ. Nếp sống ấy hầu như ít thay đổi từ hàng trăm năm nay. Họ chủ ý sống bằng nghề chài lưới và cá vẫn là nguồn lợi tức chính, ngoài cá lưới được từ Biển Hồ còn phải kể tới nghề nuôi cá lồng, trại nuôi cá sấu, nuôi rắn, nuôi vịt, đốn củi, săn chim thú và cả vớt các loài rong tảo. 

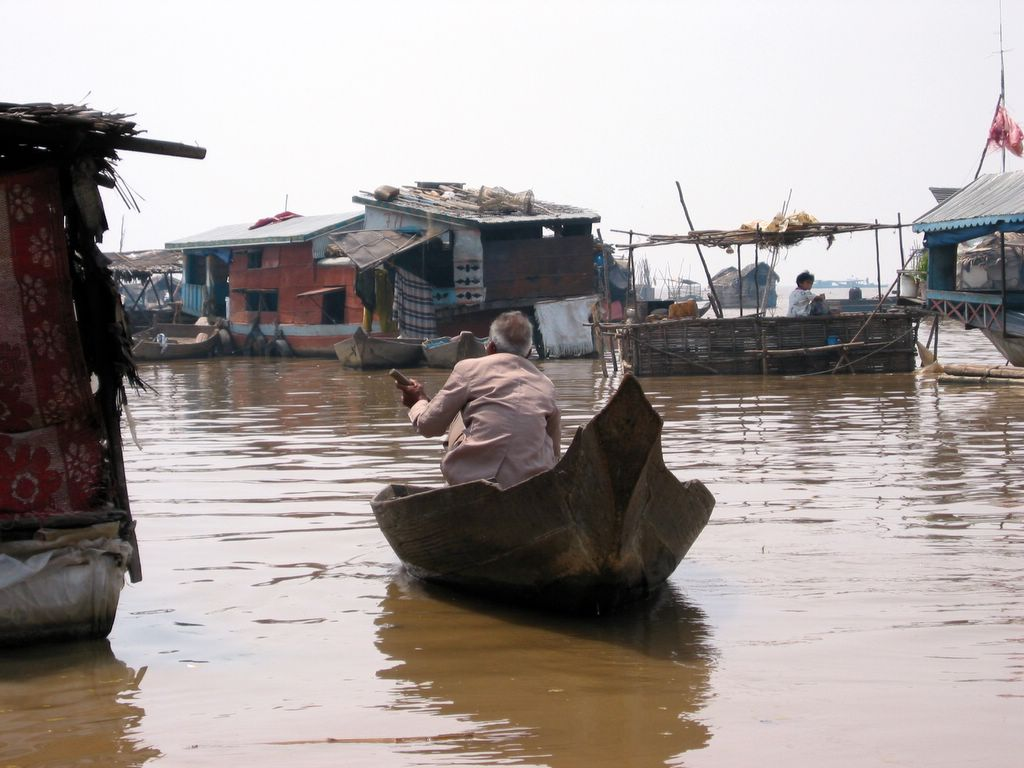
Cuộc sống trên Biển Hồ

Hình thức chợ phát sinh từ khi có khách du lịch, khách du lịch tới tham quan chợ càng đông, càng có nhiều hình thức bán trên sông. Có những thuyền bán nước uống, trái cây, khô mắm và các vật dụng khác. Cư dân vùng vừa đánh cá, vừa nuôi cá bè trên sông. Tại làng nổi có cả thư viện, trường học, sân đá banh, tiệm tạp hóa với rất nhiều hàng hóa đa dạng.
Ở đây còn có cả một chợ cá là nơi trao đổi thủy hải sản giữa các cư dân trong vùng. 
Chợ hoàn toàn không có cây bẹo mà chí có bảng hiệu tiếng Việt như; Tiệm Cắt Tóc, Tiệm Sửa Đồng Hồ, tiệm chạp phô và trạm bán xăng nhớt.

## Sắc dân
Nơi chung sống của nhiều sắc dân, đông nhất là người Việt, rồi tới người Chăm và người Khmer. Cũng dễ nhận ra họ qua diện mạo và sắc phục. Phụ nữ Việt thì vẫn bận áo bà ba, vẫn nói tiếng Việt giọng Nam từ thuyền nọ sang thuyền kia trên mặt sông lạch.
Những nhà nổi khang trang, trên nóc có những cột ăngten để bắt các kênh đài truyền hình. Trước một số nhà có trang trí những chậu hoa giấy đỏ hay cúc vàng. Ngoài nhà lồng nuôi cá, họ còn nuôi thêm chó và gà vịt.

## Du lịch
Chợ hay làng nổi ở Biển Hồ là nơi thu hút khách du lịch để khám phá cuộc sống trên sông của cả một cộng đồng với đủ sắc dân nhất. Cuộc sống lam lũ nhưng chân thật giữa Biển Hồ mênh mông và những sản vật mà Biển Hồ mang lại, cùng ngắm bình minh hay hoàng hôm xuống Biển Hồ là những điều du khách không thể bỏ qua. 
Từ cố đô Xiêm Riệp xuống Biển Hồ khoảng 30 phút đi xe, đường sá xấu do đang trong giai đoạn thi công. Tới bến, du khách phải đi thuyền nhỏ ra Biển Hồ. Điểm tham quan tại đây đa dạng gồm có: chùa, làng cá bè, cửa hàng thủ công mỹ nghệ, nhà hàng trên sông, v..v..